# 板约瀑布
22°51′13.84″N 106°43′24.1″E / 22.8538444°N 106.723361°E
板约瀑布位於越南高平省重庆县谭水乡，世界地质公园高平山水地质公园之内，距重庆县城20公里，距河内400公里，被视为“越南最雄伟和最美的瀑布”。板约瀑布处于中国与越南边境处，与中国的德天瀑布相连，德天-板约瀑布是世界第四大、亚洲第一大跨国瀑布。1997年，板约瀑布被列入越南国家级名胜名单。

## 地理
板约瀑布的上游是中国广西的归春河（越南称归山河），其垂直高度为30米。

## 文化
在越南文化中，板约瀑布与岱依族情侣的传说有关。在传说中，王子爱上了板约瀑布附近最漂亮的姑娘，但姑娘爱的却是村寨的小伙子。王子一怒之下派人去捉拿这对情侣，两人私奔逃走时恰逢天降大雨，雨过天晴后，小伙子在抱着姑娘哭泣，流下的眼泪化成了两个大瀑布。

## 开发
每年9至10月的雨季，水量大且水质清澈，是游览瀑布的最佳时节。自2017年起，高平市重庆县在每年10月初举行板约瀑布旅游节。
2017年，越南政府发布高平省板约瀑布旅游区建设总体规划的决定，板约瀑布旅游区将被建设成为高平省乃至全国重点旅游景区。2023年9月15日，中越两国合作的越南板约-中国德天跨国瀑布景区开始试运营。